# Michael van Praag

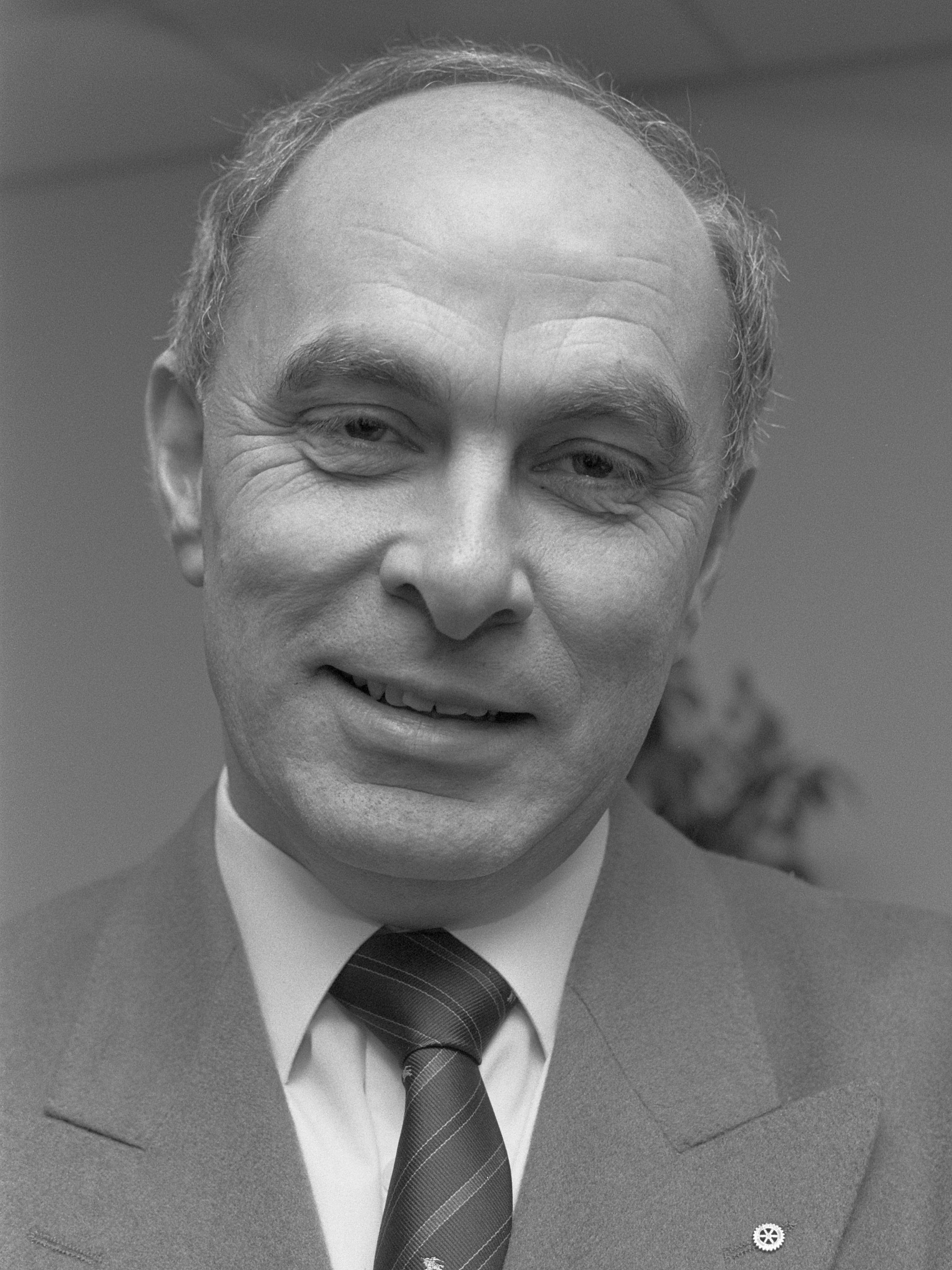

Michael van Praag (Ámsterdam, 28 de septiembre de 1947) es un empresario deportivo neerlandés.
Michael van Praag fue catorce años alto presidente del Ajax de Ámsterdam (De 1989 a 2003, 14 temporadas). El directivo de mayor tiempo en el cargo del Ajax junto a Jaap van Praag, quien también estuvo 14 temporadas, ya que entre 1964 y 1978 fue presidente de la sociedad de Ámsterdam.
Entre los méritos del periodo de van Praag como presidente se puede encontrar la Copa de la UEFA de 1992 o la Champions League de 1995, esto situó al Ajax nuevamente en la élite del fútbol europeo, y a su vez en la del fútbol holandés. Su gestión se caracterizó por proseguir el trabajo heredado del entrenador Johan Cruyff y la posterior confianza en el entrenador Louis van Gaal.
Fue sustituido en la presidencia del Ajax por John Jaakke (que estuvo en el cargo de 2003 a 2008) quien a su vez fue sustituido por el actual presidente Uri Coronel (desde 2008).
- Datos: Q2783962
- Multimedia: Michael van Praag / Q2783962